# 아르스의 거수
아르스의 거수(일본어: アルスの巨獣 Giant Beasts of Ars[*])는 아사히 프로덕션이 애니메이션하고 DMM 픽처스가 제작한 오리지널 일본 애니메이션 TV 시리즈이다. 감독은 오구로 아키라, 작사는 카이호 노리미츠, 작곡은 카타야마 슈지, 스즈키 아키나리이다. 오리지널 캐릭터 디자인은 오야리 아시토가 제공하고, 시미즈 히로시와 카토 마사토가 디자인을 애니메이션에 적용한다. 2023년 1월 7일부터 3월 25일까지 MBS 및 기타 계열사의 슈퍼 애니메이즘(Super Animeism) 프로그래밍 블록에서 방영되었다. 펭귄리서치는 오프닝 테마곡 "변환자재"(変幻自在)를, 하루미는 엔딩 주제곡 "이름도 없는 꽃(名もない花)을 불렀다. 센타이 필름웍스는 아시아 이외의 지역에서 시리즈 라이선스를 취득했다. 비리비리(Bilibili)는 아시아 태평양 지역에서 시리즈 라이선스를 취득하고 애니원 유튜브 채널에서 스트리밍한다. 이토 토시노리의 만화 각색판은 2023년 1월 27일부터 고분샤의 코믹 넷타이 만화 웹사이트를 통해 온라인 연재를 시작했다.